# Albuca namaquensis
Albuca namaquensis är en sparrisväxtart som beskrevs av John Gilbert Baker. Albuca namaquensis ingår i släktet Albuca och familjen sparrisväxter. Inga underarter finns listade i Catalogue of Life.